# NGC 6019
NGC 6019 é uma galáxia elíptica (E) localizada na direcção da constelação de Draco. Possui uma declinação de +64° 50' 27" e uma ascensão recta de 15 horas, 52 minutos e 09,1 segundos.
A galáxia NGC 6019 foi descoberta em 28 de Junho de 1886 por Lewis A. Swift.